# Le Père Mongilet
Le Père Mongilet est une nouvelle de Guy de Maupassant, parue en 1885.

## Historique
Le Père Mongilet est une nouvelle initialement publiée dans le quotidien Gil Blas du 24 février 1885.

## Résumé
Au bureau, le père Mongilet raconte à ses collègues sa seule sortie de Paris, en vingt ans, quand il s'est rendu à la campagne chez son camarade Boivin. 

## Éditions
- 1885 - Le Père Mongilet, dans Gil Blas
- 1886 - Le Père Mongilet, dans le recueil Toine aux éditions Marpon-Flammarion, coll. Bibliothèque illustrée.
- 1979 - Le Père Mongilet, dans Maupassant, Contes et Nouvelles, tome II, texte établi et annoté par Louis Forestier, éditions Gallimard, Bibliothèque de la Pléiade.

## Lire
- Lien vers la version de  Le Père Mongilet dans Toine